# Abramo di Clermont
Abramo di Clermont, o Abramo d'Alvernia o Abramo di Saint Cirgues o Abramo di San Quirico (Siria, fine del IV secolo – Clermont-Ferrand, 476 o 477), è stato un monaco di origine siriana che divenne abate in Alvernia. È venerato come santo dalla Chiesa cattolica e da altre confessioni cristiane.

## Biografia
Abramo nacque nell'alta Siria, in una città lungo il corso del fiume Eufrate. Ancora diacono, lasciò la patria in seguito alle persecuzioni dei Sasanidi e si diresse in pellegrinaggio verso l'Egitto per conoscere e imitare gli eremiti di quella regione; catturato dalle guardie di frontiera, fu torturato e tenuto in prigionia per cinque anni. Rilasciato al termine della persecuzione, secondo il racconto di san Gregorio di Tours percorse tutto l'Occidente fino a giungere verso la metà del secolo in Alvernia, dove si fermò ad Arvernis (la futura Clermont-Ferrand), vi costruì una capanna di paglia e vi condusse una vita eremitica e di preghiera. Essendosi radunati intorno a lui numerosi seguaci richiamati dalla santità delle sue virtù, nel 473, vicino alla basilica di San Ciriaco di cui portò a termine la costruzione, fondò un monastero del quale divenne abate e dove morì qualche anno dopo, insignito del titolo sacerdotale e già venerato per i miracoli operati. San Sidonio Apollinare compose un epitaffio di 30 versi in sua memoria.
Nell'alto Medioevo veniva invocato per la benedizione degli occhi, contro la febbre e come patrono di osti e albergatori. La sua festa si celebra il 15 giugno.
Il Martirologio Romano fa memoria del santo il 15 giugno, e lo ricorda con queste parole: